# Dzialandzé (Fluss)
Dzialandzé ist ein ephemeres Gewässer ähnlich einer Fiumara, auf Anjouan, einer Insel der Komoren in der Straße von Mosambik.

## Geographie
Der Fluss entspringt im Gebiet von Moujou im Zentrum von Anjouan und verläuft nach Osten. Beim Eintritt in die Küstenebene wendet er sich in einem weiten Bogen nach Süden und verläuft am Ortsrand zur Küste der Straße von Mosambik, wo er einen deutlichen Schuttkegel bildet.